# Амирантски острови
Амирантски острови (на английски: Amirantes Islands) са архипелаг в северозападната част на Индийския океан на северизток от остров Мадагаскар, на около 300 км югозападно от Сейшелите.

## География
Според някои източници Амирантските острови са само 8 коралови острова и 3 атола (състоящи се от 18 острова) с обща площ 9, 91 км2 и предполагат, че населението на островите е по-малко от 100 души, като 50 от тях живеят на остров Дерош. 5 от стровите са обитаеми. Според други източници са 24 острова. Според трети са група от 150 коралови острови с обща площ около 85 км2, 6 от които са населени.

## История
Открити са през 1502 г. от португалската експедиция на Васко да Гама. Наречени са в чест на адмирала. През 1742 г. Франция обяви островите за своя колония. След поражението на Наполеон, островите стават владение на Великобритания през 1814 г. и се отнасят към Мавриций. През 1909 г. Сейшелите стават отделна колония и включват в себе си Амирантските острови.